# Гур, Эфраим
Эфраим Гур (род. 1 сентября 1955, Кулаши, Имеретия) — израильский политик. Член Кнессета с 1988 по 1996 год, заместитель министра связи и заместителя министра транспорта в начале 1990-х годов.

## Биография
Эпрем Горелишвили (груз. ეფრემ გორელიშვილი) родился в Кулаши Грузинской ССР в 1955 году. Репатриировался в Израиль в 1972 году, работал страховым агентом. Он вступил в Лейбористскую партию (
Авода), став секретарем её ашдодского отделения. Он также был заместителем мэра Ашдода и председателем Сионистского совета Ашдода.
В 1988 году избран в Кнессет по коалиционному списку. Однако после инцидента, который вошел в историю под названием «грязный трюк» в 1990 году он покинул партию, чтобы создать «Единство за мир и иммиграцию», и присоединился к правительству Ицхака Шамира, возглавляемому «Ликудом». В награду он был назначен заместителем министра связи 2 июля, а 20 ноября стал заместителем министра транспорта.
Незадолго до выборов 1992 года Гур объединил свою фракцию с «Ликудом» и был переизбран. 7 марта 1996 года он покинул «Ликуд» и остаток срока был независимым кандидатом. Он восстановил свою партию для участия в майских выборах, переименовав её в «Единство в защиту новых иммигрантов». Однако ей не удалось преодолеть процентный барьер, и он потерял свое место.
Он занимал пост председателя Союза иммигрантов из бывшего Советского Союза.